# Josh Rand
Josh Rand (ur. 19 sierpnia 1974 w Des Moines w stanie Iowa) – gitarzysta hardrockowego zespołu Stone Sour. Był prekursorem odnowy składu, kiedy w 2000 roku zaprosił Coreya Taylora do pracy nad napisanymi przez siebie piosenkami. Wkrótce zespół (z dwójką muzyków w składzie) wydał taśmę demo (jako ProjectX) i jeszcze w tym samym roku nigdy nie wydany album "Click Here To Exit" (jako Super Ego). Te dwa nagrania okazały się kluczem do reaktywacji składu i nagrania kolejnych wydawnictw.

## Instrumentarium
- 1998 Ibanez JEM UV-777 (Black)
- 2003 Ibanez S1620 (Natural)
- 2002 Ibanez RG Custom (Flame Maple with Grey Satin)
- 2002 Ibanez RG-7421 (7-String) (Black)
- 2008 Peavey Josh Rand Model
- Paul Reed Smith Custom 24[2]
- Paul Reed Smith 305[2]